# Dommartin (Ain)
Dommartin és un municipi francès situat al departament de l'Ain i a la regió d'Alvèrnia-Roine-Alps. L'any 2007 tenia 778 habitants.

## Demografia

### Població
El 2007 la població de fet de Dommartin era de 778 persones. Hi havia 316 famílies de les quals 76 eren unipersonals (52 homes vivint sols i 24 dones vivint soles), 120 parelles sense fills, 116 parelles amb fills i 4 famílies monoparentals amb fills.
La població ha evolucionat segons el següent gràfic:
Habitants censats

### Habitatges
El 2007 hi havia 348 habitatges, 317 eren l'habitatge principal de la família, 14 eren segones residències i 17 estaven desocupats. 318 eren cases i 22 eren apartaments. Dels 317 habitatges principals, 251 estaven ocupats pels seus propietaris, 63 estaven llogats i ocupats pels llogaters i 3 estaven cedits a títol gratuït; 6 tenien una cambra, 12 en tenien dues, 44 en tenien tres, 100 en tenien quatre i 155 en tenien cinc o més. 271 habitatges disposaven pel capbaix d'una plaça de pàrquing. A 128 habitatges hi havia un automòbil i a 173 n'hi havia dos o més.

### Piràmide de població
La piràmide de població per edats i sexe el 2009 era:
| Homes | Edats   | Dones |
| ----- | ------- | ----- |
| 0     | 95 o +  | 4     |
| 0     | 90 a 94 | 0     |
| 8     | 85 a 89 | 0     |
| 16    | 80 a 84 | 12    |
| 8     | 75 a 79 | 20    |
| 16    | 70 a 74 | 12    |
| 24    | 65 a 69 | 12    |
| 16    | 60 a 64 | 24    |
| 12    | 55 a 59 | 24    |
| 12    | 50 a 54 | 12    |
| 32    | 45 a 49 | 28    |
| 24    | 40 a 44 | 16    |
| 20    | 35 a 39 | 12    |
| 16    | 30 a 34 | 28    |
| 28    | 25 a 29 | 20    |
| 8     | 20 a 24 | 4     |
| 20    | 15 a 19 | 20    |
| 20    | 10 a 14 | 12    |
| 12    | 5 a 9   | 32    |
| 20    | 0 a 4   | 4     |

## Economia
El 2007 la població en edat de treballar era de 467 persones, 364 eren actives i 103 eren inactives. De les 364 persones actives 348 estaven ocupades (192 homes i 156 dones) i 16 estaven aturades (2 homes i 14 dones). De les 103 persones inactives 44 estaven jubilades, 34 estaven estudiant i 25 estaven classificades com a «altres inactius».

### Ingressos
El 2009 a Dommartin hi havia 328 unitats fiscals que integraven 842,5 persones, la mediana anual d'ingressos fiscals per persona era de 17.417 €.

### Activitats econòmiques
Dels 19 establiments que hi havia el 2007, 1 era d'una empresa alimentària, 1 d'una empresa de fabricació d'altres productes industrials, 7 d'empreses de construcció, 2 d'empreses de comerç i reparació d'automòbils, 3 d'empreses d'hostatgeria i restauració, 1 d'una empresa financera, 2 d'empreses de serveis i 2 d'empreses classificades com a «altres activitats de serveis».
Dels 7 establiments de servei als particulars que hi havia el 2009, 3 eren paletes, 1 guixaire pintor, 2 lampisteries i 1 restaurant.
Dels 2 establiments comercials que hi havia el 2009, 1 era una botiga de menys de 120 m² i 1 una fleca.
L'any 2000 a Dommartin hi havia 19 explotacions agrícoles que ocupaven un total de 876 hectàrees.

## Equipaments sanitaris i escolars
El 2009 hi havia una escola elemental.

## Poblacions més properes
El següent diagrama mostra les poblacions més properes.